# ジョナサン・ムーア
ジョナサン・ムーア（Jonathan Moore 1923年3月24日-2008年9月17日) はアメリカ合衆国の俳優。
アメリカ独立宣言のミュージカル映画「1776」のDr.ライマンホール役、「アマデウス」のスヴィーテン男爵役で知られている。

## 生涯
「After the Angels」でオフブロードウェイデビューを果たす。その後、舞台、テレビ、映画などで活躍。
2008年9月17日ニューヨーク市で死去。